# Schilderia
Schilderia là một chi ốc biển, là động vật thân mềm chân bụng sống ở biển trong họ Cypraeidae, họ ốc sứ

## Các loài
Các loài thuộc chi Schilderia bao gồm:
- Schilderia achatidea (Gray in Sowerby G.B. II, 1837)[2]